# Vuelo 278 de Turkish Airlines
El vuelo 278 de Turkish Airlines, operado por un Boeing 737-4Y0 con registro TC-JES y que portaba el nombre de Mersin, fue un vuelo regular doméstico del aeropuerto de Ankara Esenboğa al Aeropuerto de Van Ferit Melen al este de Turquía que se estrelló el 29 de diciembre de 1994 durante su aproximación final para aterrizar durante una ventisca de nieve. Cinco de los siete tripulantes y cincuenta y dos de los sesenta y nueve pasajeros perdieron sus vidas, mientras que dos miembros de la tripulación y diecisiete pasajeros lograron sobrevivir con lesiones de consideración.

## Aeronave
El avión, un Boeing 737-400 con dos motores a reacción CFMI CFM56-3C1, fue construido por Boeing con el número de serie 26074/2376, y efectuó su primer vuelo el 25 de septiembre de 1992.

## Accidente
A las 15:30 EET (13:30 UTC), el TK278 impactó con una colina cerca del distrito de Edremit en la provincia de Van a 5700 pies (1737,4 m) AMSL a unos 4 km (2,2 nmi) del aeropuerto de Van mientras se encontraba en su tercer intento de aproximación VOR-DME a la pista 03 en condiciones de mala meteorología pese a la advertencia del control de tráfico aéreo de no intentar ninguna aproximación más durante la tormenta de nieve. La visibilidad pasó de 900 m (2952,8 pies) en descenso hasta 300 m (984,3 pies) durante una fuerte tormenta de nieve.
Fue el accidente con un mayor número de muertos en un Boeing 737-400 en aquel momento, si bien posteriormente fue superado por el vuelo 574 de Adam Air, que se estrelló el 1 de enero de 2007 con 102 muertes. También fue el cuarto con mayor mortalidad entre todos los accidentes que habían tenido lugar en Turquía en aquel momento.

## Tripulantes y pasajeros
El avión transportaba a bordo a siete tripulantes y sesenta y nueve pasajeros incluyendo dos bebes. Dos de los tripulantes y diecisiete pasajeros sobrevivieron al accidente con heridas de consideración.